# Nordkirchenbibliothek
Die Nordkirchenbibliothek (NKB), zuvor Nordelbische Kirchenbibliothek, ist eine Spezialbibliothek für Theologie, Kirche und Religion in Hamburg mit dem Status eines unselbständigen Werkes der Nordkirche.
Die Bibliothek wurde 1894/95 zunächst als Fortbildungsinstrument für angehende Pastoren der Evangelisch-Lutherischen Kirche im Hamburgischen Staate unter dem Namen Kandidatenbibliothek gegründet. Initiator war der damalige Hauptpastor an St. Michaelis, Georg Behrmann. Aufgrund baldiger, über die Pastorenausbildung hinausgehender Funktionen, wurde die Bibliothek 1929 in Landeskirchliche Bücherei umbenannt. Nach dem Zweiten Weltkrieg begann die Bibliothek die Kirchliche Hochschule Hamburg und den Fachbereich Evangelische Theologie der Universität Hamburg zu unterstützen. Den ersten hauptamtlichen Leiter erhielt sie 1957, eine Umbenennung in Landeskirchliche Bibliothek erfolgte 1966, und 1969 erhielt die Bibliothek ein eigenes Gebäude in der Grindelallee. 2005 musste dieses aufgegeben werden, seitdem befindet die Bibliothek sich im Dorothee-Sölle-Haus in Hamburg-Altona.
Der Bestand umfasst rund 135.000 Medien. Hierbei liegen die Sammelschwerpunkte auf der Kirchengeschichte Norddeutschlands, der Praktischen Theologie, Hymnologie und Gesangbüchern sowie aktuellen Veröffentlichungen der Nordelbischen Kirche. (Stand 1/2007)
2002 erregte die Bibliothek öffentliches Aufsehen und heftige Kritik durch den Teilverkauf des wertvollen Altbestands der ihr anvertrauten Ottilie von Ahlefeldtschen Bibliothek aus dem Adeligen Kloster Itzehoe.